# Grafenegg
Grafenegg osztrák mezőváros Alsó-Ausztria Kremsvidéki járásában. 2024 januárjában 3315 lakosa volt. 

## Elhelyezkedése

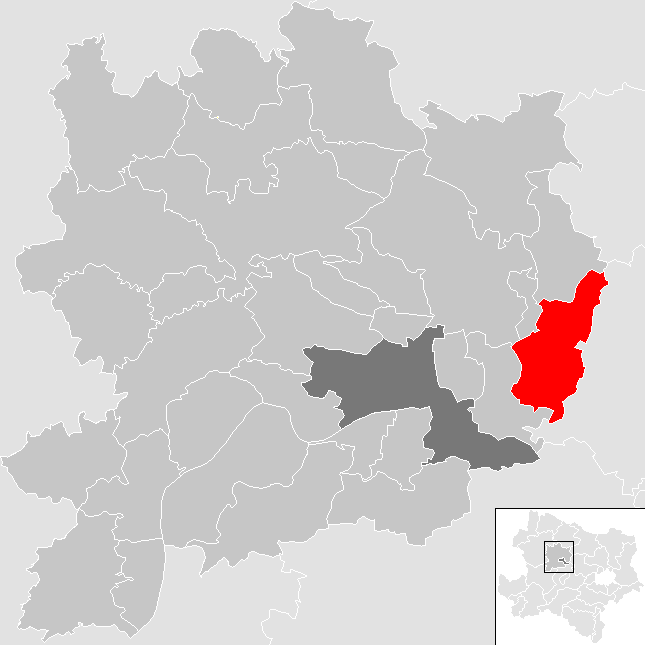
Grafenegg a Kremsvidéki járásban

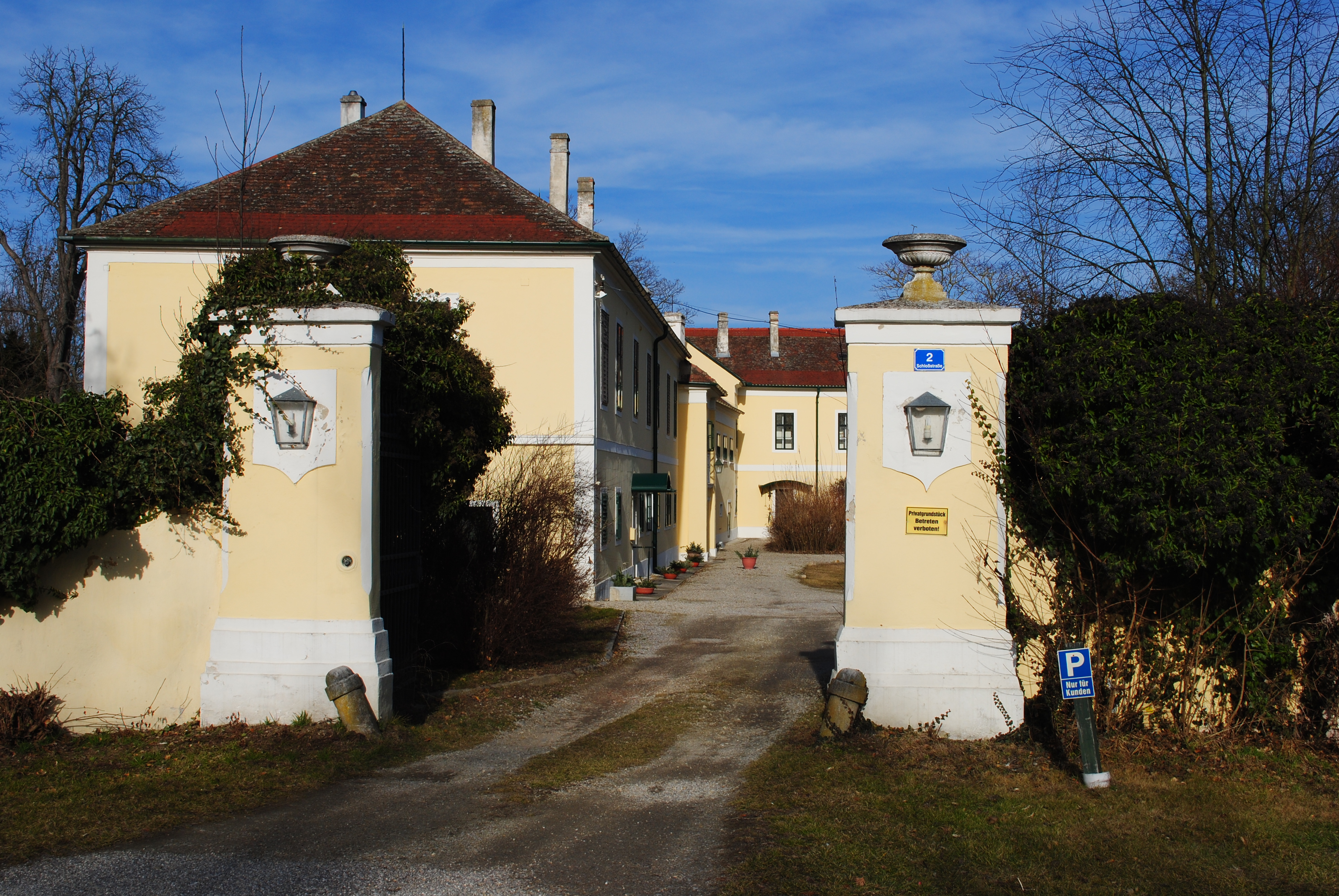
A walkersdorfi kastély

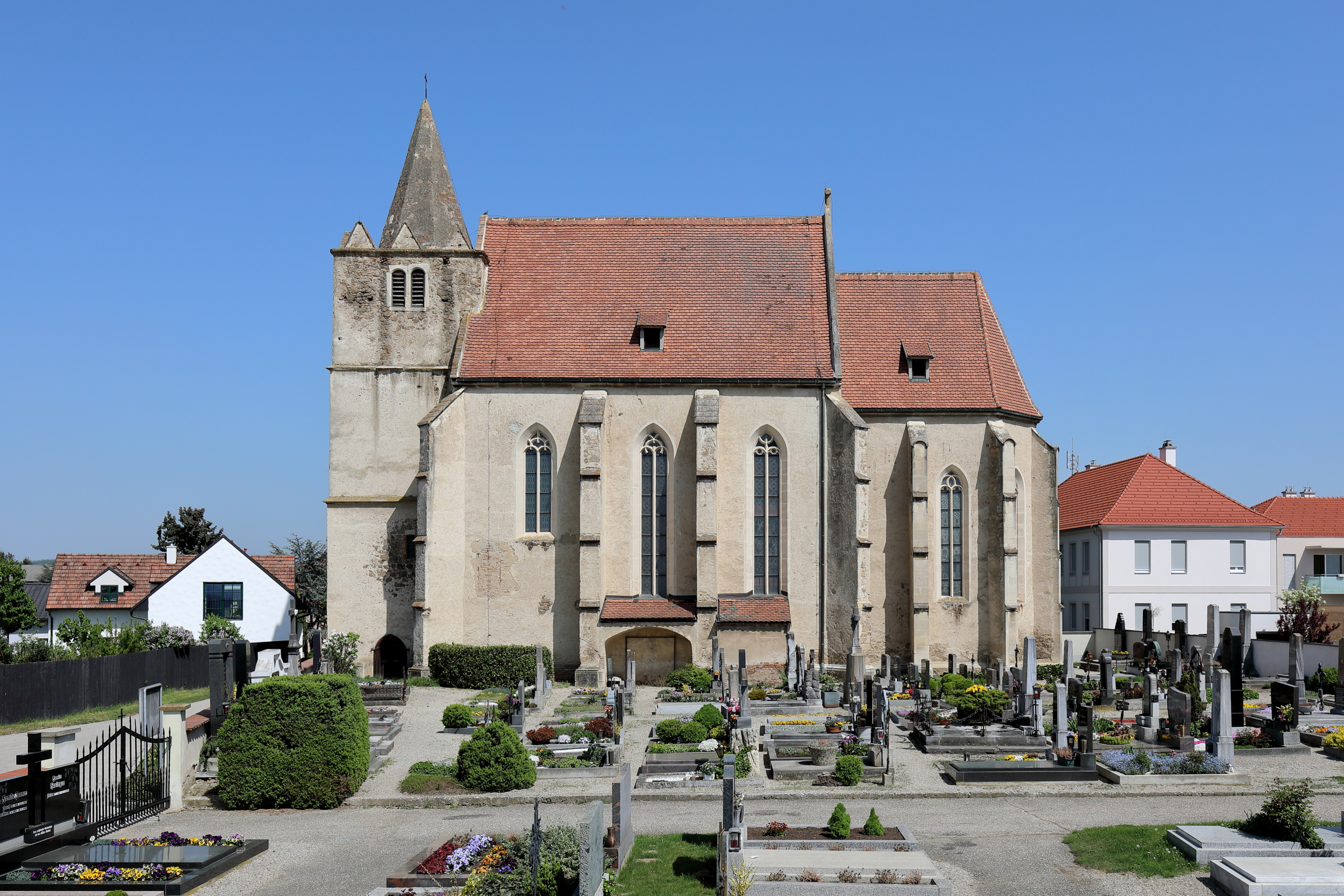
A Szt. Sebestyén-plébániatemplom

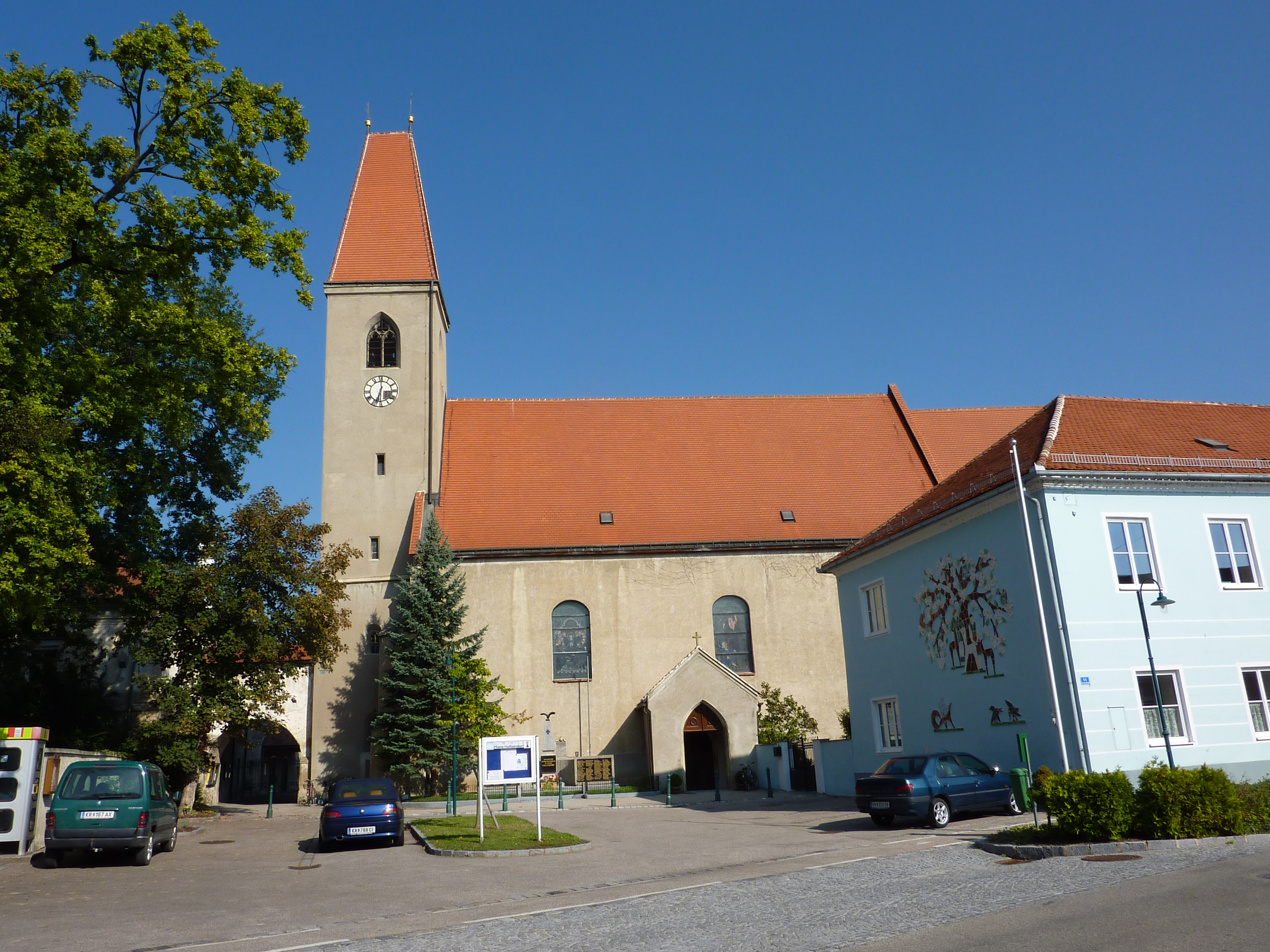
A Szt. Ulrik-plébániatemplom

Grafenegg a tartomány Waldviertel régiójában fekszik, a Dunától északra, a Mühlkamp folyó mentén. Területének 7,8%-a erdő, 16,5% szőlő, 61% áll egyéb mezőgazdasági művelés alatt. Az önkormányzat 9 települést egyesít: Diendorf am Kamp (50 fő 2024-ben), Engabrunn (584), Etsdorf am Kamp (1165), Grafenegg (0), Grunddorf (224), Haitzendorf (390), Kamp (251), Sittendorf (436) és Walkersdorf am Kamp (215).
A környező önkormányzatok: északra Straß im Straßertale, északkeletre Fels am Wagram, keletre Grafenwörth, nyugatra Gedersdorf, északnyugatra Langenlois és Hadersdorf-Kammern.

## Története
Haitzendorfot 1190 körül említik először, akkor még Aspinsdorf néven, tulajdonosa, Riwinus de Aspindorf a Hardegg grófok vazallusa volt. A 15. században a falu és vára hercegi birtok lett, és Georg von Wolfenreut kapta meg, aki megerősíttette és kibővíttette a várat. 1470 és 1477 között Ulrich von Grafeneggé volt Aspindorf, aki Mátyás magyar király mellé állt annak ausztriai hadjárata idején, ezért később elvesztette birtokait. 1493-ban III. Frigyes császár Sigmund Prüschenknek adta zálogba a várat, később pedig I. Miksa császár Heinrich Prueschenk von Hardegg und Stettenbergnek adta el. Ő reneszánsz kastéllyá alakította át a várat és Neu-Stettenbergnek nevezte el. 1547 után mégis a korábbi tulajdonos Grafenegg neve maradt az ekkor uradalmi központtá váló kastélyon. A harmincéves háborúban, 1645-ben a svédek három hónapra megszállták. 1767-től az uradalom a Breuner-Enkevoirt grófoké lett. August Ferdinand Breuner-Enkevoirt 1840-től romantikus historizáló stílusban teljesen átépítette a kastélyt.
1945-ben a német tulajdonnak számító kastélyt a szovjet csapatok feldúlták, és a belső terek, valamint az értékes művészeti és könyvgyűjtemények, köztük a levéltár nagy része szinte teljesen megsemmisült. Az épület ma magántulajdonban van, de rendszeresen rendeznek benne koncerteket, kiállításokat, 2007 óta pedig komolyzenei fesztivált.
Az önkormányzat 1970-ben jött létre Etsdorf am Kamp és Haitzendorf egyesülésével Etsdorf-Haitzendorf néven. Címerét 2002-ben kapta, egy évvel később pedig felvette a Grafenegg nevet. 

## Lakosság
A grafeneggi önkormányzat területén 2024 januárjában 3315 fő élt. Lakosságszáma 1981 óta gyarapodó tendenciát mutat. 2022-ben az ittlakók 92,1%-a volt osztrák állampolgár; a külföldiek közül 1,4% a régi (2004 előtti), 1,3% az új EU-tagállamokból érkezett. 3,5% a volt Jugoszlávia (Horvátország és Szlovénia kivételével) vagy Törökország; 1,7% egyéb ország polgára volt. 2001-ben a lakosok 89,9%-a római katolikusnak, 1,4% evangélikusnak, 0,1% ortodoxnak, 3,2% mohamedánnak, 4,1% pedig felekezeten kívülinek vallotta magát. Ugyanekkor a legnagyobb nemzetiségi csoportot a németek (96%) mellett a törökök alkották 1,3%-kal. 
A népesség változása:

| 2016 | 3 019 |
| 2018 | 3 061 |

## Látnivalók
- a grafeneggi kastély
- a walkersdorfi kastély
- az engabrunni Szt. Sebestyén-plébániatemplom
- a haitzendorfi Szt. Ulrik-plébániatemplom
- az etsdorfi Szt. Jakab-plébániatemplom
- az etsdorfi helytörténeti múzeum